# Eines langen Tages Reise durch die Nacht
Eines langen Tages Reise durch die Nacht (Originaltitel: Long Day’s Journey into Night)  ist eine US-amerikanische Literaturverfilmung unter Regie von Sidney Lumet aus dem Jahr 1962. Er basiert auf dem 1956 posthum erschienenen Stück Eines langen Tages Reise in die Nacht des amerikanischen Literaturnobelpreisträgers Eugene O’Neill. Der Film ist nicht zu verwechseln mit dem gleichnamigen chinesischen Film des Regisseurs Bi Gan von 2018.

## Handlung
Die Handlung folgt sehr eng dem Theaterstück Long Day’s Journey into Night von Eugene O’Neill. Handlungsort ist das Haus der Familie Tyrone in Connecticut an einem Augusttag im Jahre 1912. Die Familie des Theaterschauspielers James Tyrone ist zerbrochen: Während die drei männlichen Mitglieder der Familie unter Alkoholsucht leiden, ist die Mutter Mary von Morphium abhängig. Die verzweifelten Familienmitglieder machen sich in einem Kreis aus Hass und Verzweiflung gegenseitig Vorwürfe. Die zaghaften, gelegentlichen Versöhnungsversuche gehen in den Auseinandersetzungen der Familie unter.

## Rezeption
Der Film wird heute in der Filmkritik allgemein positiv bewertet. Beim amerikanischen Kritikerportal Rotten Tomatoes bewerteten 16 von 17 Filmkritikern Eines langen Tages Reise durch die Nacht zustimmend, womit der Film eine positive Wertung von 94 % besitzt. An den damaligen Kinokassen war der Film jedoch kein Erfolg. Joseph E. Levine, Produzent des Filmes, kommentierte dies mit der Bemerkung, man könne sich nicht mit Verfilmungen von O’Neill im Filmgeschäft über Wasser halten. Auf dem amerikanischen Filmmarkt seien Kunstfilme zu riskant.

## Auszeichnungen
Katharine Hepburn erhielt eine Oscar-Nominierung sowie eine Golden-Globe-Nominierung in der Kategorie Beste Hauptdarstellerin. Des Weiteren wurde das Ensemble Katharine Hepburn, Ralph Richardson, Jason Robards und Dean Stockwell bei den Internationalen Filmfestspielen von Cannes 1962 in den Kategorien Bester Darsteller bzw. Beste Darstellerin geehrt. Der Film selbst war nominiert für die Goldene Palme von Cannes.